# Forenhaftung
Unter Forenhaftung wird die Haftung für in Internetforen eingestellten Beiträge verstanden. Da es in Internetforen seit deren Bestehen immer wieder auch zu Beleidigungen, Verleumdungen, Bedrohungen und anderen rechtlich relevanten Äußerungen kommt und die tatsächlichen Autoren solcher Beiträge oft schwer oder gar nicht zu ermitteln sind, stellt sich die Frage, ob stellvertretend der Betreiber eines Internetforums für die dort eingestellten Inhalte verantwortlich gemacht werden kann.

## Rechtliche Situation in Deutschland
Unstrittig ist, dass der tatsächliche Autor für seinen Beitrag uneingeschränkt haftet. Grundvoraussetzung dafür ist natürlich, dass überhaupt ein Haftungstatbestand vorliegt. Sobald eine Strafvorschrift verletzt ist, besteht auch ein zivilrechtlicher Anspruch nach § 823 Abs. 2 BGB. Im Zivilrecht stellt sich vor allem die Frage, ob Teilnehmer eines Forums für Ratschläge und Empfehlungen haften, die sie im Laufe einer Diskussion geben. Aufgrund § 675 Abs. 2 BGB kann eine solche Haftung ausnahmsweise überhaupt nur dann bestehen, wenn der Fragende die Ratschläge bzw. die Auskünfte erkennbar wünscht, um damit wesentliche Entscheidungen zu treffen (z. B. betreffend größerer Vermögensdispositionen), und wenn der Antwortende für sich eine besondere Sachkunde in Anspruch nimmt. Nach einer strengen Auslegung des Gesetzes genügt es dazu, wenn die Antwort nach Form oder Inhalt als besonders sachkundig erscheinen muss (Antwortender gibt einschlägigen Beruf an, oder seine Antwort lässt einschlägige berufstypische Sachkunde zumindest vermuten), spätestens wird sie aber dann gegeben sein, wenn der Antwortende sich durch den Rat auch einen eigenen Vorteil versprechen darf (Anbahnung einer Vertrags- oder gar Geschäftsbeziehung).
Bei der Frage der Verantwortlichkeit von Forenbetreibern für von Dritten erstellte Inhalte muss zwischen der eigentlichen Haftung und dem Unterlassungsanspruch unterschieden werden. Betreffend der Haftung gibt es eine eindeutige gesetzliche Regelung. In § 10 des Telemediengesetzes steht:

„Diensteanbieter sind für fremde Informationen, die sie für einen Nutzer speichern, nicht verantwortlich, sofern 1. sie keine Kenntnis von der rechtswidrigen Handlung oder der Information haben und ihnen im Falle von Schadensersatzansprüchen auch keine Tatsachen oder Umstände bekannt sind, aus denen die rechtswidrige Handlung oder die Information offensichtlich wird, oder 2. sie unverzüglich tätig geworden sind, um die Information zu entfernen oder den Zugang zu ihr zu sperren, sobald sie diese Kenntnis erlangt haben.“

Ein potentieller Unterlassungsanspruch ist hiervon jedoch unberührt. Ob ein solcher gegen einen Forenbetreiber besteht oder nicht, war in den letzten Jahren stark umstritten. Dies ist insbesondere deswegen relevant, da ein Unterlassungsanspruch oft mit einer Abmahnung und/oder einer Einstweiligen Verfügung durchgesetzt wird, und die dadurch entstehenden Anwalts- und Gerichtskosten von demjenigen zu tragen sind, gegen den er besteht. Dies wird auch als Störerhaftung bezeichnet. Verschiedene Land- und Oberlandesgerichte haben zu dieser Frage unterschiedlich geurteilt. Die meisten Gerichte kamen dabei zu der Auffassung, dass kein Unterlassungsanspruch besteht, sofern der Forenbetreiber die fragwürdigen Inhalte sofort nach Kenntniserlangung gelöscht hat. Da keine allgemeine Prüfungspflicht besteht, tritt die Kenntniserlangung im Zweifelsfall spätestens erst durch eine Beschwerde o. ä. ein. So urteilte beispielsweise das OLG Düsseldorf am 7. Juni 2006:

„Um zu vermeiden, dass über die Störerhaftung Dritte in zu großem Umfang in Anspruch genommen werden können, setzt die Haftung indes weiter voraus, dass der Störer ihm obliegende Prüfungspflichten verletzt hat (BGH, BGHZ (Bundesgerichtshof Entscheid in Zivilsachen) 148, 13[17]). Dabei ist zu beachten, dass dem Diensteanbieter gemäß § 8 Abs. 2 Satz 1 TDG keine allgemeinen Überwachungs- oder Forschungspflichten dahingehend obliegen, ob rechtswidrige Inhalte überhaupt vorhanden sind“

Auch wenn sich diese Rechtsauffassung weitestgehend durchgesetzt hat, so ist dennoch das Oberlandesgericht Hamburg hervorzuheben, welches als einziges Gericht in letzter Zeit einen Unterlassungsanspruch auch dann bejaht hat, wenn der Forenbetreiber nach Kenntniserlangung sofort tätig geworden ist. Dies führte zu Protesten von Journalistenverbänden und Computer- und Rechtsexperten (siehe Heise-Forenurteil).
Mittlerweile scheint die Frage, ob ein Unterlassungsanspruch gegen Forenbetreiber besteht, durch ein höchstinstanzliches Urteil des Bundesgerichtshofes (BGH) vom 27. März 2007 entschieden. Dieser wies in der Urteilsbegründung darauf hin, dass ein Anspruch auf Unterlassung für Internetforenbetreiber nur gelte

„sofern dem Betreiber […] die erfolgte Rechtsverletzung bekannt ist. In dem Unterlassen, einen als unzulässig erkannten Beitrag zu entfernen, liegt eine […] Perpetuierung der Verletzung des Persönlichkeitsrechts des Betroffenen.“

Die Frage, innerhalb welcher Zeit ein Forenbetreiber auf Beschwerden reagieren muss, um nicht doch haftbar zu werden, ist von den Gerichten fast nie konkretisiert worden. Einzig das Amtsgericht Winsen/Luhe hat 2005 hierzu entschieden, dass eine Frist von 24 Stunden verlangt werden kann. Dies gilt allgemein als anerkannt. Inwiefern die Regelung auch für Wochenenden oder Feiertage gilt, ist jedoch rechtlich zweifelhaft.
Man kann also davon ausgehen, dass ein Forenbetreiber weder haftet noch ein Unterlassungsanspruch gegen ihn besteht, sofern er fragwürdige Inhalte innerhalb von 24 Stunden, nachdem ihn eine Beschwerde erreicht hat, löscht. Tut er dies nicht, kann er in jedem Fall haftbar gemacht werden und es besteht ein Unterlassungsanspruch, sogar dann, wenn der eigentliche Autor des Beitrages belangt werden könnte.

### Heise-Forenurteil
2005 erlangte das sogenannte Heise-Forenurteil in den Medien große Aufmerksamkeit, insbesondere da der Heise-Verlag selbst offensiv über den Fall berichtete, und da es im Anschluss zu Protesten von Journalistenverbänden und Internetexperten kam. Im Internetforum des Verlages war dazu aufgerufen worden, eine andere Internetseite über eine DoS-Attacke lahmzulegen. Der Verlag löschte diesen Aufruf sofort nach Kenntniserlangung, verweigerte jedoch die Abgabe einer Unterlassungserklärung. Sowohl das Landgericht Hamburg als auch das Oberlandesgericht Hamburg bejahten diesen Unterlassungsanspruch. Der Deutsche Journalistenverband (DJV) protestierte gegen dieses Urteil und vertrat die Ansicht, dass es den Tod der offenen Internetforen bedeute.
Die Rechtsauffassung des Oberlandesgerichtes Hamburg gilt durch das Urteil des BGH vom März 2007 (s. oben) als überholt. Da es sich bei dem konkreten Fall um ein Verfügungsverfahren handelte, war der Rechtsweg mit der Instanz des Oberlandesgerichtes jedoch beendet, und das Urteil des Oberlandesgerichtes Hamburg ist weiterhin rechtskräftig. Der Heise-Verlag hat keine Hauptsacheklage in dieser Sache angestrebt.

### Bundesligaforen-Urteil
Im Januar 2009 kippte das OLG Hamburg zwei Urteile des Landgerichts Hamburg von 2007 gegen bundesligaforen.de und webkoch.de. Während das Landgericht 2007 noch der Ansicht war, dass es sich bei Webforen generell um eine gefährliche Einrichtung handle und der Forenbetreiber in jedem Fall ein Störer sei, drehte das Oberlandesgericht dieses Urteil komplett um und gab den Forenbetreibern recht.
Ein Forenbetreiber ist zunächst kein Störer. Er kann zu einem Störer werden, wenn er auf Hinweise, dass durch anonyme Dritte eine Urheberrechtsverletzung begangen wurde, nicht reagiert. Reagiert er jedoch in einem angemessenen Zeitraum, so ist er seinen Pflichten nachgekommen. Eine kostenpflichtige Abmahnung ist in diesem Fall, sofern es zuvor keinen Warnhinweis gab, erst einmal hinfällig und wie ein kostenfreier Ersthinweis zu bewerten.

## Rechtliche Situation in anderen Ländern
In den Vereinigten Staaten ist die rechtliche Lage eindeutig. Section 230 des Communications Decency Act von 1996 konstatiert:

“No provider or user of an interactive computer service shall be treated as the publisher or speaker of any information provided by another information content provider.”

„Kein Provider oder Nutzer eines interaktiven Computerdienstes kann für Inhalte eines anderen Inhaltslieferanten verantwortlich gemacht werden.“

In der Praxis haben US-amerikanische Gerichte in den letzten Jahren konsequent eine zu Deutschland vergleichbare Rechtsauffassung vertreten, dass Betreiber zwar zunächst nicht für Inhalte ihrer Nutzer haftbar sind, dass sie jedoch auf Beschwerden o. ä. schnell reagieren müssen.